# Braveknight 〜リーヴェラント英雄伝〜
『Braveknight 〜リーヴェラント英雄伝〜』（ブレイブナイト 〜リーヴェラントえいゆうでん〜）は、パンサーソフトウェアから2002年9月26日に発売されたXbox用ゲームソフト。
パッケージのキャッチコピーは「想いは勇気になり……祈りはきっと愛になる!! 愛と勇気の物語 そして真の騎士・Braveknight」と「若き王国リーヴェラントを舞台に繰り広げられる、剣とロマンスの騎士物語!」。

## 登場人物

### 主人公
カーライル
リーヴェラント王国の騎士。プレーヤーキャラ。

### メインヒロイン
レミリア＝アーフォルグ
声 - 井上喜久子
リーヴェラント王国の第一王女。
リィーナ＝アーフォルグ
声 - こおろぎさとみ
リーヴェラント王国の第二王女。レミリアの妹。
ルフィーナ＝ウェリア
声 - 本間ゆかり
ローフェニア王国の王女。エドウィンの妹。
アリアナ＝メイクリル
声 - 本井えみ
リーヴェラント王国メイクリル子爵家の娘。病弱キャラ。
ヒルダ＝ライオール
声 - 山田みほ
リーヴェラント王国ライオール侯爵家の娘。
エルディア＝マクレイド
声 - 浅川悠
フェリル＝トレッド
声 - 倉田雅世
ミリア＝レイナス
声 - 半場友恵
リュア＝ローウェル
声 - 菅原祥子
ステラ＝ノース
声 - 笠井律子
ソフィア＝ラディス
声 - 柳瀬なつみ
シフォン・ライネスト
声 - 今井由香
リーヴェラント王国ライネスト侯爵の娘。
ローラ＝モートン
声 - 伊瀬久美子
シャル＝サファール
声 - 畠山美和子
テス＝アールグレイ
声 - 高野直子

### ゲストキャラクター
フォレン＝アーフォルグ
声 - 大山高男
ラシェーナ＝アーフォルグ
声 - 篠原あけみ
リーヴェラント王妃。 レミリア姫、リィーナ姫の母親。
ウォルター＝マクレイド
声 - 相沢正輝
ダグラス＝バウアー
声 - 古田信幸
アルフ＝ローランド
声 - 岡野浩介
タニア＝ノース
声 - 戸田あずさ
エドウィン＝ウェリア
声 - 藤原美央子
アーネスト＝ウォルフラム
声 - 山崎たくみ
ガストン＝アールグレイ
声 - 古田信幸
フェルデ＝グロフェル
声 - 大山高男
マシュー＝モートン
声 - 大山高男
ユーギス＝ラズヴェル
声 - 大山高男
リーヴェラントの宮廷魔術師。

## 主題歌
- オープニングテーマソング「BELIEVE」（歌：井上喜久子）

## 関連商品
ソングアルバム
- 「Braveknight 〜リーヴェラント英雄伝〜 イメージサウンドALBUM」 KNSエンタテインメント、2002年10月2日発売 CCCD:AKCI-26003

特製ミニガイドブック
- Braveknight 〜リーヴェラント英雄伝〜 Character Guide Book #1
- Braveknight 〜リーヴェラント英雄伝〜 Character Guide Book #2

プロモーションDVD
- FUN FAN DVD Vol.1 Braveknight 〜リーヴェラント英雄伝〜 王宮の花園
- FUN FAN DVD Vol.2 Braveknight 〜リーヴェラント英雄伝〜 王宮の花園